# Grand Prix Kanady Formuły 1
Grand Prix Kanady – wyścig zaliczany do Mistrzostw Świata Formuły 1, organizowany w sezonach 1967–1974, 1976–1986, 1988–2008, 2010–2019 oraz ponownie od sezonu 2022.

## Historia
Pierwsze Grand Prix Kanady odbywały się na przemian na torach Mosport Park w Bowmanville w prowincji Ontario i Mont Tremblant-St Jovite w Saint-Jovite w prowincji Quebec. W sezonie 1978 Grand Prix przeniosło się na stałe do Montrealu.

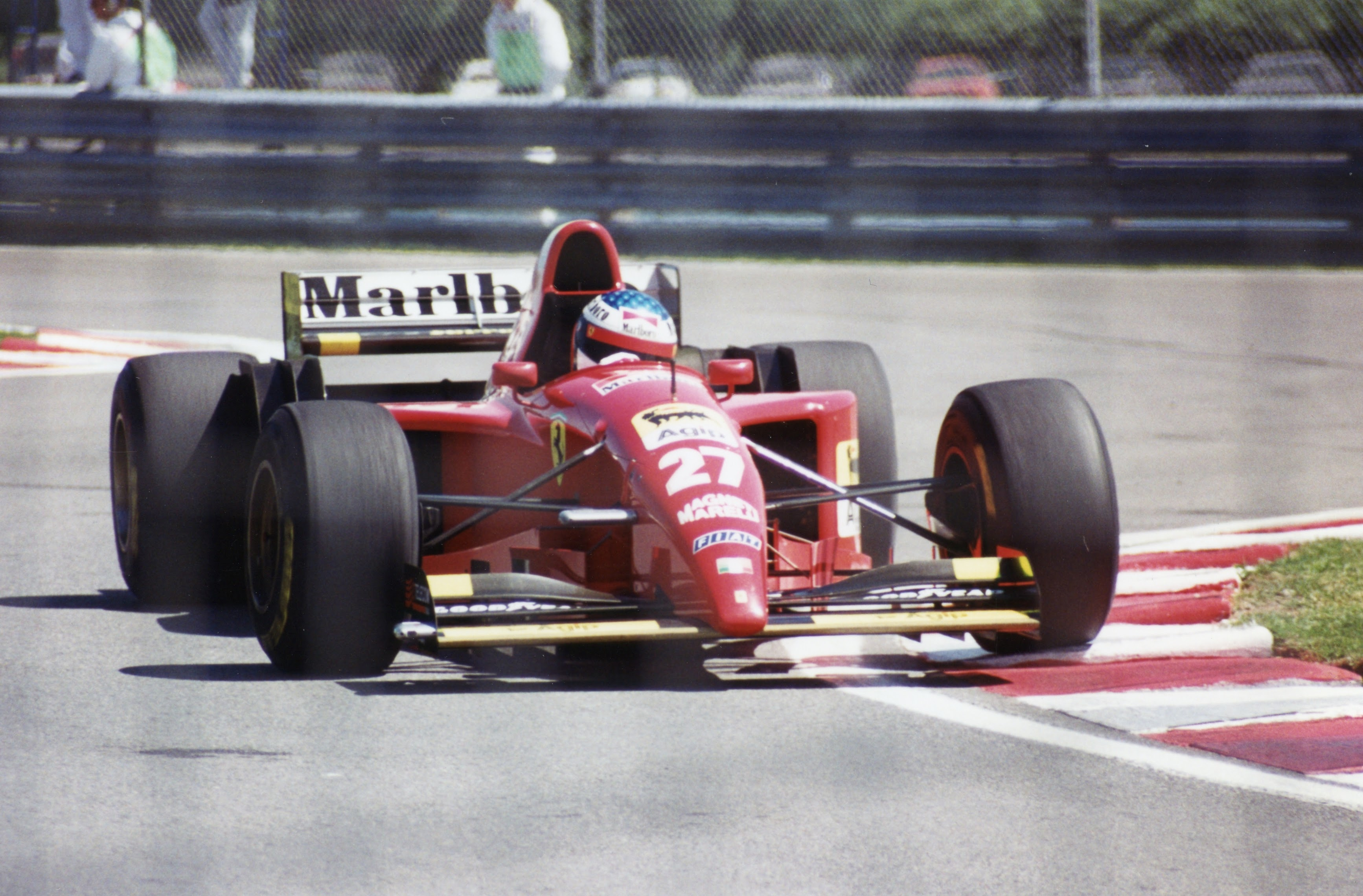
Jean Alesi podczas Grand Prix Kanady 1995

Pierwszym zwycięzcą Grand Prix w Montrealu był pochodzący z prowincji Quebec, Gilles Villeneuve, który zmarł w sezonie 1982 w wypadku podczas ostatniego okrążenia kwalifikacji do Grand Prix Belgii. Kilka tygodni po jego śmierci, tor w Montrealu został nazwany jego imieniem.
W sezonie 1997 Grand Prix zostało przerwane po ciężkim wypadku Oliviera Panisa. Francuski kierowca wpadł w poślizg i złamał obie nogi. Został zmuszony do pauzowania przez dziewięć wyścigów i wielu uważa, że był to punkt zwrotny w karierze zwycięzcy Grand Prix Monako z sezonu 1996.
W 1999 r., ostatni zakręt toru stał się sławny dzięki eliminowaniu Mistrzów Świata. Damon Hill, Michael Schumacher i Jacques Villeneuve zakończyli swoją jazdę na tej samej ścianie. W tym samym miejscu z wyścigu odpadł Ricardo Zonta.
Z powodu ograniczeń związanych z reklamowaniem wyrobów tytoniowych i ograniczoną do 17 liczbą wyścigów w danym sezonie, Grand Prix zostało usunięte z wstępnej wersji kalendarza na sezon 2004. Jednak rząd Kanady zdołał zdobyć odpowiednie środki na rekompensatę dla zespołów i FIA rozszerzyła kalendarz do 18 Grand Prix.
W sezonie 2007 podczas wyścigu doszło do wypadku z udziałem Roberta Kubicy. Wypadł z toru na prawe pobocze podczas 27. okrążenia na zakończeniu długiego łuku pomiędzy zakrętem numer 10 a nawrotem Pit Hairpin (numer 11) i roztrzaskał swój bolid o betonową barierę przy prędkości około 230 km/h. Po odbiciu koziołkując przeleciał na drugą stronę toru i po raz kolejny uderzył w bandę. Według badań FIA w trakcie wypadku Kubica przeżył przeciążenie średnie równe 28g przy wartości szczytowej bliskiej 75g. Pierwsze doniesienia prasowe informowały, że po wstępnych badaniach stwierdzono, że Kubica ma złamaną nogę, ale jego życie nie jest zagrożone. Później jednak okazało się, że Kubica wyszedł z wypadku bez żadnych poważniejszych obrażeń (Kubica miał jedynie lekkie wstrząśnienie mózgu i skręconą kostkę) i już w poniedziałek 11 czerwca został wypisany ze szpitala. Zwycięzcą Grand Prix został wtedy Lewis Hamilton, dla którego było to pierwsze zwycięstwo w Formule 1 w karierze.
8 czerwca 2008 podczas GP Kanady Robert Kubica odniósł swoje pierwsze zwycięstwo w Formule 1 (była to również pierwsza wygrana zespołu BMW Sauber). Na drugim miejscu wyścig ukończył jego partner z zespołu Nick Heidfeld. Na najniższym stopniu podium stanął Szkot David Coulthard z zespołu Red Bull Racing.
7 października 2008 zdecydowano o nierozgrywaniu eliminacji w sezonie 2009.
27 listopada 2009 GP Kanady potwierdzone zostało jako jeden z wyścigów sezonu 2010 Formuły 1.
12 czerwca 2011 w Kanadzie odbył się najdłuższy wyścig w historii Formuły 1. Łącznie z dwugodzinną przerwą spowodowaną ulewnym deszczem, wyścig trwał 4 godziny 4 minuty i 39 sekund. Zwycięzcą został Jenson Button z zespołu McLaren.
9 czerwca 2013 podczas wyścigu doszło do tragedii. Porządkowy pomagał usunąć z toru rozbity bolid Estebana Gutierreza. Nieszczęśliwie, gdy schylał się po krótkofalówkę, wpadł wprost pod koła dźwigu, który przenosił uszkodzony bolid. Kierowca dźwigu nie miał możliwości zobaczyć swojego kolegi – oceniono wstępnie. Zmarły porządkowy doznał licznych obrażeń. Mimo szybkiego przetransportowania go helikopterem do szpitala Sacre-Coeur, nie zdołano uratować mu życia.

## Tory
- Mosport International Raceway (1967, 1969, 1971–1974, 1976–1977)
- Circuit Mont-Tremblant (1968, 1970)
- Circuit Ile Notre Dame (1978–1981)
- Circuit Gilles Villeneuve (tor Circuit Ile Notre Dame pod nową nazwą, 1982–1986, 1988–2008, od 2010)

## Zwycięzcy Grand Prix Kanady
| Sezon |               | Kierowca           |               | Samochód                  |               | Silnik        | Tor/Lokalizacja           |               |
| ----- | ------------- | ------------------ | ------------- | ------------------------- | ------------- | ------------- | ------------------------- | ------------- |
| 1967  | AUS           | Jack Brabham       | GBR           | Brabham BT24              | AUS           | Repco         | Mosport                   | Wyniki        |
| 1968  | NZL           | Denny Hulme        | GBR           | McLaren M7A               | USA           | Ford          | Mont-Tremblant            | Wyniki        |
| 1969  | BEL           | Jacky Ickx         | GBR           | Brabham BT26A             | USA           | Ford          | Mosport                   | Wyniki        |
| 1970  | BEL           | Jacky Ickx         | ITA           | Ferrari 312B              | ITA           | Ferrari       | Mont-Tremblant            | Wyniki        |
| 1971  | GBR           | Jackie Stewart     | GBR           | Tyrrell 003               | USA           | Ford          | Mosport                   | Wyniki        |
| 1972  | GBR           | Jackie Stewart     | GBR           | Tyrrell 005               | USA           | Ford          | Mosport                   | Wyniki        |
| 1973  | USA           | Peter Revson       | GBR           | McLaren M23               | USA           | Ford          | Mosport                   | Wyniki        |
| 1974  | BRA           | Emerson Fittipaldi | GBR           | McLaren M23               | USA           | Ford          | Mosport                   | Wyniki        |
| 1976  | GBR           | James Hunt         | GBR           | McLaren M23               | USA           | Ford          | Mosport                   | Wyniki        |
| 1977  | ZAF           | Jody Scheckter     | GBR           | Wolf WR1                  | USA           | Ford          | Mosport                   | Wyniki        |
| 1978  | CAN           | Gilles Villeneuve  | ITA           | Ferrari 312T3             | ITA           | Ferrari       | Circuit Ile Notre Dame    | Wyniki        |
| 1979  | AUS           | Alan Jones         | GBR           | Williams FW07             | USA           | Ford          | Circuit Ile Notre Dame    | Wyniki        |
| 1980  | AUS           | Alan Jones         | GBR           | Williams FW07B            | USA           | Ford          | Circuit Ile Notre Dame    | Wyniki        |
| 1981  | FRA           | Jacques Laffite    | FRA           | Ligier JS17               | FRA           | Matra         | Circuit Ile Notre Dame    | Wyniki        |
| 1982  | BRA           | Nelson Piquet      | GBR           | Brabham BT50              | DEU           | BMW           | Circuit Gilles Villeneuve | Wyniki        |
| 1983  | FRA           | René Arnoux        | ITA           | Ferrari 126C2B            | ITA           | Ferrari       | Circuit Gilles Villeneuve | Wyniki        |
| 1984  | BRA           | Nelson Piquet      | GBR           | Brabham BT53              | DEU           | BMW           | Circuit Gilles Villeneuve | Wyniki        |
| 1985  | ITA           | Michele Alboreto   | ITA           | Ferrari 156/85            | ITA           | Ferrari       | Circuit Gilles Villeneuve | Wyniki        |
| 1986  | GBR           | Nigel Mansell      | GBR           | Williams FW11             | JPN           | Honda         | Circuit Gilles Villeneuve | Wyniki        |
| 1987  | nie rozegrano | nie rozegrano      | nie rozegrano | nie rozegrano             | nie rozegrano | nie rozegrano | nie rozegrano             | nie rozegrano |
| 1988  | BRA           | Ayrton Senna       | GBR           | McLaren MP4/4             | JPN           | Honda         | Circuit Gilles Villeneuve | Wyniki        |
| 1989  | BEL           | Thierry Boutsen    | GBR           | Williams FW12C            | FRA           | Renault       | Circuit Gilles Villeneuve | Wyniki        |
| 1990  | BRA           | Ayrton Senna       | GBR           | McLaren MP4/5B            | JPN           | Honda         | Circuit Gilles Villeneuve | Wyniki        |
| 1991  | BRA           | Nelson Piquet      | ITA           | Benetton B191             | USA           | Ford          | Circuit Gilles Villeneuve | Wyniki        |
| 1992  | AUT           | Gerhard Berger     | GBR           | McLaren MP4/7A            | JPN           | Honda         | Circuit Gilles Villeneuve | Wyniki        |
| 1993  | FRA           | Alain Prost        | GBR           | Williams FW15C            | FRA           | Renault       | Circuit Gilles Villeneuve | Wyniki        |
| 1994  | DEU           | Michael Schumacher | ITA           | Benetton B194             | USA           | Ford          | Circuit Gilles Villeneuve | Wyniki        |
| 1995  | FRA           | Jean Alesi         | ITA           | Ferrari 412T2             | ITA           | Ferrari       | Circuit Gilles Villeneuve | Wyniki        |
| 1996  | GBR           | Damon Hill         | GBR           | Williams FW18             | FRA           | Renault       | Circuit Gilles Villeneuve | Wyniki        |
| 1997  | DEU           | Michael Schumacher | ITA           | Ferrari F310B             | ITA           | Ferrari       | Circuit Gilles Villeneuve | Wyniki        |
| 1998  | DEU           | Michael Schumacher | ITA           | Ferrari F300              | ITA           | Ferrari       | Circuit Gilles Villeneuve | Wyniki        |
| 1999  | FIN           | Mika Häkkinen      | GBR           | McLaren MP4/14            | DEU           | Mercedes      | Circuit Gilles Villeneuve | Wyniki        |
| 2000  | DEU           | Michael Schumacher | ITA           | Ferrari F1-2000           | ITA           | Ferrari       | Circuit Gilles Villeneuve | Wyniki        |
| 2001  | DEU           | Ralf Schumacher    | GBR           | Williams FW23             | DEU           | BMW           | Circuit Gilles Villeneuve | Wyniki        |
| 2002  | DEU           | Michael Schumacher | ITA           | Ferrari F2002             | ITA           | Ferrari       | Circuit Gilles Villeneuve | Wyniki        |
| 2003  | DEU           | Michael Schumacher | ITA           | Ferrari F2003-GA          | ITA           | Ferrari       | Circuit Gilles Villeneuve | Wyniki        |
| 2004  | DEU           | Michael Schumacher | ITA           | Ferrari F2004             | ITA           | Ferrari       | Circuit Gilles Villeneuve | Wyniki        |
| 2005  | FIN           | Kimi Räikkönen     | GBR           | McLaren MP4-20            | DEU           | Mercedes      | Circuit Gilles Villeneuve | Wyniki        |
| 2006  | ESP           | Fernando Alonso    | FRA           | Renault R26               | FRA           | Renault       | Circuit Gilles Villeneuve | Wyniki        |
| 2007  | GBR           | Lewis Hamilton     | GBR           | McLaren MP4-22            | DEU           | Mercedes      | Circuit Gilles Villeneuve | Wyniki        |
| 2008  | POL           | Robert Kubica      | DEU           | BMW Sauber F1.08          | DEU           | BMW           | Circuit Gilles Villeneuve | Wyniki        |
| 2009  | nie rozegrano | nie rozegrano      | nie rozegrano | nie rozegrano             | nie rozegrano | nie rozegrano | nie rozegrano             | nie rozegrano |
| 2010  | GBR           | Lewis Hamilton     | GBR           | McLaren MP4-25            | DEU           | Mercedes      | Circuit Gilles Villeneuve | Wyniki        |
| 2011  | GBR           | Jenson Button      | GBR           | McLaren MP4-26            | DEU           | Mercedes      | Circuit Gilles Villeneuve | Wyniki        |
| 2012  | GBR           | Lewis Hamilton     | GBR           | McLaren MP4-27            | DEU           | Mercedes      | Circuit Gilles Villeneuve | Wyniki        |
| 2013  | DEU           | Sebastian Vettel   | AUT           | Red Bull Racing RB9       | FRA           | Renault       | Circuit Gilles Villeneuve | Wyniki        |
| 2014  | AUS           | Daniel Ricciardo   | AUT           | Red Bull Racing RB10      | FRA           | Renault       | Circuit Gilles Villeneuve | Wyniki        |
| 2015  | GBR           | Lewis Hamilton     | DEU           | Mercedes F1 W06           | DEU           | Mercedes      | Circuit Gilles Villeneuve | Wyniki        |
| 2016  | GBR           | Lewis Hamilton     | DEU           | Mercedes F1W07            | DEU           | Mercedes      | Circuit Gilles Villeneuve | Wyniki        |
| 2017  | GBR           | Lewis Hamilton     | DEU           | Mercedes F1 W08           | DEU           | Mercedes      | Circuit Gilles Villeneuve | Wyniki        |
| 2018  | DEU           | Sebastian Vettel   | ITA           | Ferrari SF71H             | ITA           | Ferrari       | Circuit Gilles Villeneuve | Wyniki        |
| 2019  | GBR           | Lewis Hamilton     | DEU           | Mercedes F1 W10 EQ Power+ | DEU           | Mercedes      | Circuit Gilles Villeneuve | Wyniki        |
| 2020  | nie rozegrano | nie rozegrano      | nie rozegrano | nie rozegrano             | nie rozegrano | nie rozegrano | nie rozegrano             | nie rozegrano |
| 2021  | nie rozegrano | nie rozegrano      | nie rozegrano | nie rozegrano             | nie rozegrano | nie rozegrano | nie rozegrano             | nie rozegrano |
| 2022  | NED           | Max Verstappen     | AUT           | Red Bull RB18             | AUT           | RBPT          | Circuit Gilles Villeneuve | Wyniki        |
| 2023  | NED           | Max Verstappen     | AUT           | Red Bull RB19             | AUT           | Honda RBPT    | Circuit Gilles Villeneuve | Wyniki        |
| 2024  | NED           | Max Verstappen     | AUT           | Red Bull RB20             | AUT           | Honda RBPT    | Circuit Gilles Villeneuve | Wyniki        |
| 2025  | GBR           | George Russell     | DEU           | Mercedes F1 W16           | DEU           | Mercedes      | Circuit Gilles Villeneuve | Wyniki        |

Liczba zwycięstw (kierowcy):
- 7 – Lewis Hamilton, Michael Schumacher
- 3 – Nelson Piquet, Max Verstappen
- 2 – Jacky Ickx, Alan Jones, Ayrton Senna, Jackie Stewart, Sebastian Vettel
- 1 – Fernando Alonso, Michele Alboreto, Jean Alesi, René Arnoux, Gerhard Berger, Thierry Boutsen, Jack Brabham, Jenson Button, Emerson Fittipaldi, Damon Hill, Denny Hulme, James Hunt, Mika Häkkinen, Robert Kubica, Jacques Laffite, Nigel Mansell, Alain Prost, Kimi Räikkönen, Peter Revson, Daniel Ricciardo, George Russell, Ralf Schumacher, Jody Scheckter, Gilles Villeneuve

Liczba zwycięstw (producenci samochodów):
- 13 – McLaren
- 12 – Ferrari
- 7 – Williams
- 5 – Mercedes, Red Bull Racing
- 4 – Brabham
- 2 – Benetton, Tyrrell
- 1 – BMW, Ligier, Renault, Wolf

Liczba zwycięstw (producenci silników):
- 12 – Ferrari, Ford
- 11 – Mercedes
- 6 – Renault
- 4 – Honda, BMW
- 2 – Honda RBPT
- 1 – Matra, RBPT, Repco